# 尾張村
尾張村（おわりむら）は、愛知県西春日井郡にかつてあった村。現在の小牧市小針、市之久田、下小針中島・下小針天神の各一部に該当する。

## 沿革
- 明治22年（1889年）10月1日 - 町村制の施行により、小針村・市之久田村・小針巳新田・小針入鹿新田が合併して尾張村が発足。
- 明治39年（1906年）7月16日 - 五条村・小木村・多気村と合併して北里村が発足。同日尾張村廃止。